# Nachman Syrkin

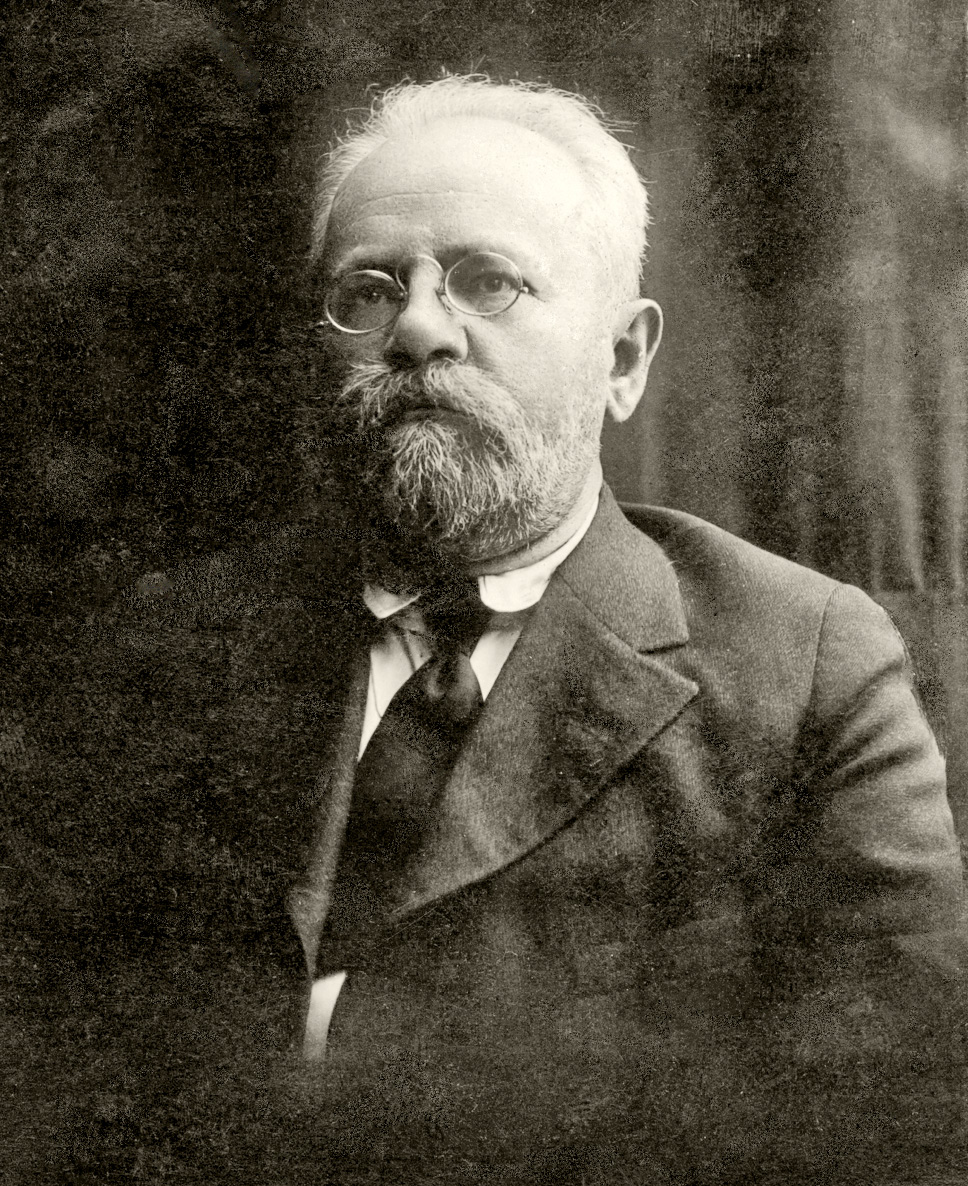
Nachman Syrkin (1920)

Nachman Syrkin (* 11. Februarjul. / 23. Februar 1868greg. in Mahiljou, Russisches Reich; † 6. September 1924 in New York) war Begründer und Führer des sozialistischen Zionismus (als solcher Erfinder des kollektiven Siedlungsbaus) sowie Publizist und Autor in hebräischer, jiddischer, russischer, deutscher und englischer Sprache.

## Leben
1884 ging seine Familie nach Minsk, und Syrkin besuchte dort das russische Gymnasium. Bald trat er den Chovevei Zion bei und hielt auch Kontakte zu russischen revolutionären Kreisen, wurde deshalb 1888 inhaftiert. Nach seiner Freilassung ging er nach London und Berlin und studierte dort Psychologie und Philosophie (philosophische Promotion 1903 in Bern). In Berlin hatte Syrkin die Russisch-Jüdisch wissenschaftliche Gesellschaft gegründet, aus deren Mitte die zweite Generation der zionistischen Führer erwuchs: Schmarjahu Levin, Leo Motzkin, Chaim Weizmann und andere.
Beim ersten Zionistenkongress tat er sich als Führer der sozialistischen Zionisten hervor und unterstützte die Idee des Jüdischen Nationalfonds, die erstmals durch Hermann Schapira (bereits anlässlich der Kattowitzer Konferenz 1884 und wieder auf dem ersten Kongress) formuliert worden war. Beim Zweiten Zionistischen Kongress (August 1898, Basel) reichte er dafür eine Resolution ein. Beim dritten Kongress (August 1899 Basel) legte er erneut seine Ansichten über sozialistischen Zionismus dar, nämlich die Annahme, das Problem der Juden der Diaspora werde auch nach der Sozialistischen Revolution ungelöst bleiben. Die einzige Lösung für die jüdische Existenz sei die Einwanderung und die Konzentration auf ein Territorium.
Syrkin wurde 1904 aus Deutschland verbannt, ging nach Paris und kehrte nach der Revolution von 1905 nach Russland zurück, um weiter für die Idee des sozialistischen Zionismus zu streiten. 1907 emigrierte er nach Amerika, trat der Poalei-Zion-Bewegung bei und engagierte sich wieder in der Zionistischen Organisation. Bis zu seinem Tod war er der Führer der amerikanischen Poalei Zion.
1919 gehörte Syrkin zur amerikanischen jüdischen Delegation bei der Friedenskonferenz von Versailles und spielte auch eine führende Rolle auf der während desselben Jahres stattfindenden Stockholmer Tagung der Poalei Zion.

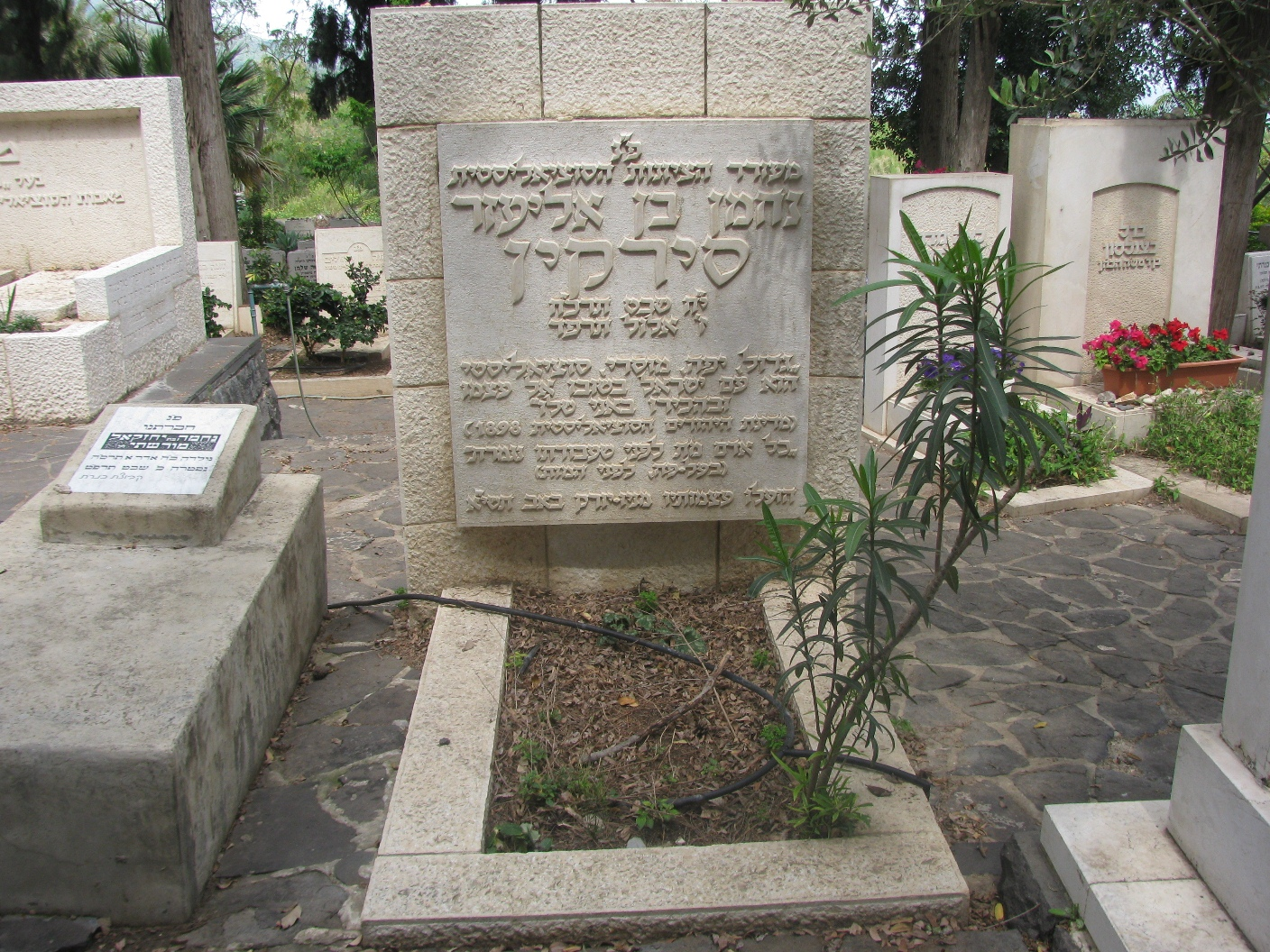
Grab Nachman Syrkins

Sein Wunsch, nach Eretz Israel zu gehen, ging nicht mehr in Erfüllung. Er starb plötzlich und unerwartet an einem Herzinfarkt. Im Jahr 1951, siebenundzwanzig Jahre nach seinem Tod, wurden seine sterblichen Überreste im Kibbuz Kinneret neben den anderen zionistischen Führern der jüdischen Arbeiterbewegung beigesetzt.
Marie Syrkin (1899–1989), Autorin, jüdische Erzieherin, Dichterin, Journalistin, Herausgeberin und zionistische Führerin in Amerika, enge Freundin Golda Meirs, deren Biografie sie schrieb, war die Tochter von Nachman Syrkin. Sie gab auch die Lebenserinnerungen ihres Vaters heraus.
Kfar Sirkin oder: Kefar Syrkin (hebräisch: כפר סירקין) in der Nähe von Petach Tikwa ist nach Nachman Syrkin benannt (gegründet 1933).

## Position
Syrkin war ein kritischer und unabhängiger Geist, der Auseinandersetzungen mit fast jeder zionistischen Richtung sowie auch im eigenen Lager – z. B. mit Ber Borochov – hatte. Dabei lebte er jüdische Religiosität, ohne in Widerspruch zu seinen „weltlichen“ Zielen und Idealen zu geraten.

## Schriften (Auswahl)
- Nachman Syrkin: Geschichtsphilosophische Betrachtungen. F. Gottheimer, Berlin 1896.
- Ben Elieser: Die Judenfrage und der socialistische Judenstaat. Steiger, Bern 1898 (Auszüge in engl. Sprache).
- Nachman Syrkin: Empfindung und Vorstellung (= Berner Studien zur Philosophie und ihrer Geschichte. Nr. 33). Scheitlin Spring & cie, Bern 1903.
- Ben Elieser: Essays on socialist Zionism. Young Poale Zion Alliance of America, New York 1935 (englisch).
- Nachman Syrkin, Marie Syrkin: Socialist Zionist; a biographical memoir and selected essays. Herzl Press, New York 1961 (englisch).